# Capo Lopez
Il capo Lopez è l'estrema propaggine occidentale di una penisola dell'Africa Occidentale in corrispondenza della costa centrale del Gabon.

## Geografia
Si trova poco a sud dell'Equatore (circa 60 km) ed è il punto più occidentale del continente africano a sud dell'Equatore. Separa il Golfo di Guinea (ed il golfo del Biafra) a nord dall'Atlantico meridionale. Sulla penisola di capo Lopez è situata la città portuale di Port-Gentil. Sul capo è posto un faro costruito nel 1911.

## Storia
Prende il nome da Lopes Gonçalves, navigatore portoghese che nel 1473 fu il primo europeo a doppiare questo capo.